# Атамановский (Самарская область)
Атама́новский — посёлок в Похвистневском районе Самарской области. Входит в состав сельского поселения Кротково.

## География
Посёлок находится на расстоянии примерно 23 км (по прямой) к северу от города Похвистнево, административного центра района.

### Часовой пояс
Посёлок Атамановский, как и вся Самарская область, находится в часовой зоне МСК+1. Смещение применяемого времени относительно UTC составляет +4:00.

## Население
| 2010 |
| ---- |
| 16   |

### Национальный состав
Согласно результатам переписи 2002 года, в национальной структуре населения русские составляли 57 % из 21 чел.